# Franco Brera
Franco Brera (Milano, 27 settembre 1951) è un musicista, critico musicale, compositore, arrangiatore, insegnante e traduttore italiano.

## Biografia
Franco Brera nasce a Milano nel 1951 da Gianni Brera e Rina Gramegna. Fin dagli anni dell'adolescenza emerge la sua passione per la musica, ma la prima carriera professionale che abbraccia, all'età di vent'anni, è quella del giornalista. Studia quindi musica a Vienna e nel 1986 si laurea al Dams di Bologna.
È autore e produttore di molte opere musicali, e si è esibito in numerosi spettacoli in Italia e all'estero. A Brera si deve una raccolta quantitativamente assai ampia di musica per il relax. Brera si attiva professionalmente all'inizio degli anni '70 come giornalista con l'hobby della musica. Flautista e chitarrista è tra i fondatori delle scuole popolari di musica dell'Arci, vero e proprio melting pot della cultura musicale milanese.
Nel 1978 diventa un musicista professionista con l'hobby del giornalismo musicale. Attraverso una trentina d'anni di insegnamento, pubblica un gran numero di audiocassette e cd di musica per il relax. Ha scritto infatti canzoni, arrangiamenti, colonne sonore e musiche di scena Ha pubblicato infatti 6 audiocassette per RCS (riviste Salve e Insieme), 49 audiocassette per Fabbri Editori, collana “Antistress”, una per Upsa medica (da accludere al Coefferalgan, un farmaco antidolorifico) e un'altra perfino per il Dixan. Dal 98 ha iniziato la produzione di CD, con Ninna Oh, venduto in farmacia. Poi è partita la serie di CD + libretto per Red Edizioni: Musica per il Relax, Ninne nanne classiche e popolari, White Noise (un aiuto contro l'emicrania), Filastrocche, Ninne Nanne dal mondo, Filastrocche e Ninne Nanne. Sempre per Red ha pubblicato una raccolta di dieci CD di arrangiamenti di Mozart adatti ai bambini (collana “Superbimbi”) e due dischi di musica antica e rara, Salteri ad arco e a pizzico e Crotta, dedicata allo strumento druidico per eccellenza. Per lo stesso editore ha scritto il testo per la Musica di Buddha e un altro per Musica e Zen. Ha inoltre realizzato colonne sonore (film Favola contaminata e video La donna che fuggì a cavallo), nonché (2013) musiche di scena e canzoni d'autore in tour con lo spettacolo Parole di nebbia.